# Nigel Hawthorne
Sir Nigel Barnard Hawthorne (Anglia, Warwickshire, Coventry, 1929. április 5. – Anglia, Hertfordshire,  2001. december 26.) többszörös BAFTA-díjas angol színész. Legismertebb szerepe Sir Humphrey Appleby brit kormányhivatalnok karaktere, akit a nagy sikerű Igenis, miniszter úr! és az Igenis, miniszterelnök úr! című angol vígjáték tévésorozatokban alakított.

## Életrajz
Sir Nigel Hawthorne az 1950-es évektől kezdődően folyamatosan lépett fel különböző színdarabokban és tehetsége hamar kiteljesedett, azonban a filmes pályája igencsak később indult el. Számtalan televíziós produkcióban játszott hazájában és csak a hetvenes években vállalt filmszerepeket. Első fontosabb szerepét az 1978-as Holocaust című tévés produkcióban kapta, melyben egy náci tábornokot kellett eljátszania. 
A nagy kiugrást egy tévésorozat hozta meg számára, az Igenis, miniszter úr! és az Igenis, miniszterelnök úr! című szatirikus, politikai vígjátéksorozatok mind a mai napig az egyik legsikeresebbnek számítanak a szigetországban és Hawthorne, Sir Humphrey Appleby alakjának megformálásáért számos neves kitüntetésben részesült. Ezeken kívül a nyolcvanas években még olyan filmekben volt látható, mint a Tűzróka című Clint Eastwoodos akció-krimi, vagy a világhírű Gandhi filmeposz. A sikerek után szinte azonnal tengerentúlra utazott, hogy Sylvester Stallone mellett szerepeljen A pusztító című akciófilmben. 1994-ben III. György brit királyt játszotta el a György király című brit történelmi filmben, melyben Helen Mirren és Ian Holm voltak a partnerei. A film a következő években számos díjat nyert és Hawthorne remek alakítását BAFTA-díjjal jutalmazták, mitöbb Amerikában Oscar-díjra jelölték, mint a legjobb férfi főszereplőt. A film érdekessége, hogy Hawthorne az általa alakított III. Györgyöt, már a színpadon is többször eljátszotta.
Az elkövetkező években olyan sikeres filmekben volt látható, mint a III. Richárd, vagy a Steven Spielberg által rendezett Amistad. 1999-ben lovaggá ütötték és ugyanebben az évben szinkronszínészként szerepelt a Tarzan című animációs rajzfilmben. Az ezredforduló után még két tévéfilmben vállalt szerepet, mígnem 2001-ben, 72 éves korában szívrohamban elhunyt.

### Magánélete
1995-ben outolták homoszexuálisként. 1979-től haláláig Trevor Bentham angol forgatókönyvíróval élt együtt.

## Filmográfia
- 2001. A pót télapó  (TV film) – Nick
- 2001. Viktória és Albert  (TV film) – Lord William Lamb
- 1999. Diplomácia védettség – Kim Mennaker
- 1999. Tarzan – Porter professzor (szinkronhang)
- 1999. A Winslow fiú – Arthur Winslow
- 1998. Madeline, a csínytevő csitri – Lord Covington
- 1998. Vágyaim netovábbja – Rodney Fraser
- 1998. At Sachem Farm – Cullen nagybácsi
- 1997. Amistad – Martin Van Buren
- 1997. Gyilkos elme  (TV film) – Dr. Ellis
- 1997. Tiltott föld  (TV film) – David Livingstone
- 1996. A törékeny szív  (TV film) – Dr. Edgar Pascoe
- 1996. A vallatás  (TV film) – Kruger ezredes
- 1996. Vízkereszt – Malvolio
- 1995. III. Richárd – Clarence
- 1994. György király – III. György
- 1993. A pusztító – Dr. Raymond Cocteau
- 1992. Freddie, a béka – G (szinkronhang)
- 1989. A szél királya – Achmet
- 1986. Igenis, miniszterelnök úr!  (tv-sorozat) – Sir Humphrey Appleby
- 1985. Mapp és Lucia  (TV film) –  Georgie Pilson
- 1984. II. János Pál pápa  (TV film) – Stefan Wyszynski bíboros
- 1984. A lánc – Mr. Thorn
- 1982. Gandhi – Kinnoch
- 1982. Tűzróka – Pyotr Baranovich
- 1980. Igenis, miniszter úr!  (tv-sorozat) – Sir Humprey Appleby
- 1980. Vihar  (TV film) – Stephano
- 1980: Két város története(wd) (A Tale of Two Cities) – Mr. CJ Stryver
- 1979. Thomas és Sarah  (TV film) – Wilson
- 1978. Holocaust  (TV film) – Otto Ohldendorf tábornok
- 1978. Sweeney 2 – Dilke
- 1975. A rejtekhely – Pastor De Ruiter
- 1974. S*P*Y*S – Croft

## Fontosabb díjak, jelölések

### Oscar-díj
- 1995 jelölés:  legjobb férfi főszereplő (György király)

### Londoni Filmkritikusok Szövetségének díja
- 1999 díj: az év legjobb brit férfi mellékszereplője, (Vágyaim netovábbja)

### BAFTA-díj
- 1997 díj: legjobb TV színész (A törékeny szív)
- 1996 díj: legjobb férfi főszereplő, (György király)
- 1988 díj: legjobb TV színész (Igenis, miniszterelnök úr!)
- 1987 díj: legjobb TV színész (Igenis, miniszterelnök úr!)
- 1983 díj: legjobb TV színész (Igenis, miniszter úr!)
- 1982 díj: legjobb TV színész (Igenis, miniszter úr!)

### Londoni Filmkritikusok Szövetségének díja
- 1996 díj: az év legjobb brit színésze (György király)

### Empire-díj
- 1996 díj: legjobb színész (György király)

### Brit Televíziós Sajtóegyesület díja
- 1981 díj: legjobb televíziós színész, (Igenis, miniszter úr!)